# Carapancea
Carapancea – wieś w Rumunii, w okręgu Giurgiu, w gminie Răsuceni. W 2011 roku liczyła 99 mieszkańców.